# ژیل دی اولیویرا
ژیل دی اولیویرا (انگلیسی: Gilles De Oliveira؛ زادهٔ ۳۰ اکتبر ۱۹۸۴) بازیکن فوتبال اهل فرانسه است.
از باشگاه‌هایی که در آن بازی کرده‌است می‌توان به باشگاه فوتبال تروا اشاره کرد.